# Gouverneurswahl in der Region Primorje September 2018

Ergebnis für Andrei Tarasenko (blau) und Andrei Ischtschenko (rot) im ersten Wahlgang (links) und im zweiten Wahlgang (rechts) nach Stimmbezirken

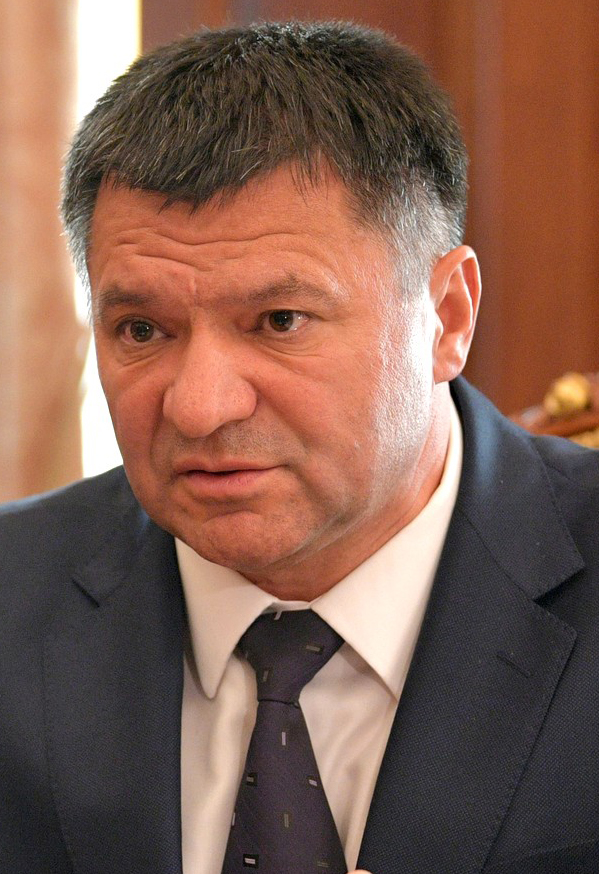
Wahlsieger vor der Annullierung, Andrei Tarasenko

Die Gouverneurswahl in der Region Primorje im September 2018 war die zweite Wahl des Gouverneurs der Region Primorje, einem russischen Föderationssubjekt im Föderationskreis Ferner Osten, nach der Wiedereinführung der Direktwahl bei der Gouverneurswahl in der Region Primorje 2014. Der erste Wahlgang fand am 9. September 2018 statt, am 16. September 2018 folgte der zweite Wahlgang. Bereits zum Ende der Auszählung kamen schwerwiegende Wahlbetrugsverdachte auf, der letztendliche Verlierer Andrei Ischtschenko wurde erst kurz vor Ende der Auszählung von Andrei Tarasenko eingeholt. Daraufhin ging der Oppositionskandidat in einen Hungerstreik und forderte die Annullierung der Wahlen wegen des Wahlbetrugs. Die Annullierung durch die Wahlkommission der Region Primorje erfolgte am 20. September, da der Wahlbetrug zu offensichtlich war, um die Wahl für gültig zu erklären.

## Wahlsystem
Alle wahlberechtigten Bürger haben eine Stimme, die sie einem der registrierten Kandidaten geben können. Ein Kandidat ist gewählt, wenn er mehr als 50 % der abgegebenen Stimmen, also eine absolute Mehrheit, erhält. Sollte kein Kandidat diese Stimmenanzahl erreichen, wird ein zweiter Wahlgang angesetzt, an dem die beiden Kandidaten mit den meisten Stimmen aus dem ersten Wahlgang teilnehmen. Im zweiten Wahlgang muss ein Kandidat nur die relative Mehrheit erhalten, um die Wahl zu gewinnen. Dieser Fall kann eintreten, da auch ungültige Stimmzettel Anteile des Gesamtergebnisses einnehmen, sodass beide Kandidaten unter 50 % der Stimmen erhalten und zum Beispiel 2 % ungültige Stimmzettel sind. Im ersten Wahlgang nehmen die leeren Stimmzettel auch Teile des Gesamtergebnisses ein, dort ist eine absolute Mehrheit unter Berücksichtigung der ungültigen Stimmzettel nötig.
Durch dieses Wahlsystem wäre Andrei Tarasenko ohne Annullierung nach dem zweiten Wahlgang Gouverneur geworden, obwohl er nur 49,55 % erreicht hätte, 2,39 % der Stimmen waren ungültige Stimmzettel.

## Umfragen
| Institut | Zeitraum                | Tarasenko | Ischtschenko | Tolmatschowa | Andreitschenko | Kosizki | ungültig | keine Teilnahme | unentschieden |
| -------- | ----------------------- | --------- | ------------ | ------------ | -------------- | ------- | -------- | --------------- | ------------- |
| ZIPKR    | 26. bis 28. August 2018 | 31 %      | 15 %         | 15 %         | 9 %            | 5 %     | 2 %      | 7 %             | 14 %          |

## Ergebnis
| Position              | Kandidat              | Partei                                          | Erster Wahlgang | Erster Wahlgang | Zweiter Wahlgang | Zweiter Wahlgang |
| Position              | Kandidat              | Partei                                          | Stimmen         | Anteil          | Stimmen          | Anteil           |
| --------------------- | --------------------- | ----------------------------------------------- | --------------- | --------------- | ---------------- | ---------------- |
| 1.                    | Andrei Tarasenko      | Einiges Russland                                | 206.300         | 46,56 %         | 253.200          | 49,55 %          |
| 2.                    | Andrei Ischtschenko   | Kommunistische Partei der Russischen Föderation | 109.129         | 24,63 %         | 245.550          | 48,06 %          |
| 3.                    | Julija Tolmatschowa   | Russische Partei der Pensionäre                 | 47.832          | 10,80 %         |                  |                  |
| 4.                    | Andrei Andreitschenko | Liberal-Demokratische Partei Russlands          | 41.066          | 9,27 %          |                  |                  |
| 5.                    | Alexei Kosizki        | Gerechtes Russland                              | 21.416          | 4,83 %          |                  |                  |
| gültige Stimmzettel   | gültige Stimmzettel   | gültige Stimmzettel                             | 425.743         | 96,09 %         | 498.750          | 97,61 %          |
| ungültige Stimmzettel | ungültige Stimmzettel | ungültige Stimmzettel                           | 17.306          | 3,91 %          | 12.198           | 2,39 %           |
| Stimmen               | Stimmen               | Stimmen                                         | 443.049         | 100 %           | 510.948          | 100 %            |

In kursiver Schrift geschriebene Daten wurden nach der Wahl annulliert.
Zum ersten Wahlgang gab es 1.465.538 registrierte Wahlberechtigte. 443.049 Personen gaben ihre Stimme ab, wodurch eine Wahlbeteiligung von 30,23 % zustande kommt. Von den 1.442.328 zum zweiten Wahlgang registrierten Wahlberechtigten gingen 510.948 Personen zur Wahl, wodurch eine Wahlbeteiligung von 35,43 % zustande kommt.

## Wahlbetrug und Annullierung
Als 95 % der Stimmen ausgezählt waren, führte Ischtschenko mit 51,6 % zu 45,8 % – ein Vorsprung von knapp 6 Prozentpunkten. Verschiedene Medien wie die Internetzeitung Meduza berichteten am Folgetag des zweiten Wahlgangs, dass es nach 95 % ausgezählter Stimmen über eine Stunde lang keine Aktualisierung der Auszählungsergebnisse gegeben hat. Danach waren 99 % der Stimmen ausgezählt und Tarasenko lag mit 49,02 % zu 48,56 % vorn. Wenn die Stimmenanzahl der Kandidaten in einem Wahlkreis in Abhängigkeit von der Wahlbeteiligung in einem Wahlkreis dargestellt wird, ist von 20 % bis 45 % eine realistische Glockenkurve erkennbar, welche bei knapp 30 % ihren Scheitelpunkt hat. Bei den Wahlkreisen mit höherer Wahlbeteiligung ist erkennbar, dass Tarasenko dort klar vor Ischtschenko liegt. Außerdem lassen sich bei runden Wahlbeteiligungen wie 80 % oder 95 % Ausreißer von der Normalverteilungskurve feststellen, was ein Indiz für erfundene Ergebnisse und Wahlbetrug ist. Dort hat Tarasenko teils mehr als fünfmal so viele Stimmen wie Ischtschenko. Wie bei der Dumawahl 2011 stellte Sergei Schpilkin die Wahlergebnisse in einem solchen Diagramm dar, um die genannten Auffälligkeiten zu verdeutlichen.
Für einige Wahlkreise gab es erst am 17. September um 6.41 Uhr Moskauer Zeit erste Auszählungsergebnisse, während es um 6.35 Uhr noch keine Ergebnisse gab. In den sechs Minuten veränderte sich der Auszählungsstand von 98,77 % auf 99,03 %. Diese Wahllokale liegen in der Großstadt Ussurijsk, der Großstadt Nachodka und der Stadt Arsenjew. In Arsenjew sind die Wahlergebnisse am gewöhnlichsten: Ischtschenko liegt in den Wahllokalen knapp vor Tarasenko und die Wahlbeteiligung liegt bei rund 35 % bis 40 %. In Nachodka sind die Ergebnisse in den neu aufgetauchten Wahllokalen meist ähnlich wie in Arsenjew, teils mit noch größerem Vorsprung für Ischtschenko. Einige Wahllokale in Nachodka berichteten allerdings sehr hohe Prozentzahlen für Tarasenko. Neben vielen Wahllokalen mit etwa 40 % für Tarasenko gab es somit einige Wahllokale mit 78 % bis 85 % für Tarasenko; dort lag die Wahlbeteiligung bei rund 80 % bis über 90 %. Besonders bemerkenswert ist, dass es keine Wahllokale mit Ergebnissen für Tarasenko beziehungsweise mit Wahlbeteiligungen zwischen den beiden Abstimmungsmustern gibt: Auf einer Seite gibt es Wahllokale mit hoher Wahlbeteiligung und überragenden Ergebnissen für Tarasenko und auf der anderen Seite existieren Wahllokale mit einer Wahlbeteiligung von 40 % und einem Vorsprung von Ischtschenko. Das weist nicht auf ein natürliches Abstimmungsverhalten hin. In Ussurijsk ist es noch auffälliger, da alle neuen Wahlkreise derart hohe Wahlbeteiligungen und Zustimmungen für Tarasenko meldeten. Teilweise erhielt Tarasenko 97,7 % bei einer Wahlbeteiligung von 87,6 %.
Darüber hinaus gab es in Ussurijsk auch einige Wahlkreise, in denen die Ergebnisse während der sechs Minuten dauernden Pause verändert wurden. Am Beispiel des Wahllokals mit der Nummer 2820 sieht man die Auswirkungen: Vor der sechs Minuten dauernden Pause lagen 384 Stimmen im Wahllokal vor. Unter diesen 384 Stimmen waren 57,3 % der Stimmen für Ischtschenko – er lag damit weit vor Tarasenko. Nach der Pause wurden für diesen Wahlkreis dann 91,1 % für Tarasenko ausgewiesen, Ischtschenko hatte dann bei 1.076 Stimmen nur noch 8,9 %. Während bei den neu erschienenen Wahlkreisen Wahlbetrug nur sehr wahrscheinlich war, ist er bei den Wahlkreisen mit geänderten Ergebnissen unbestreitbar, da Ischtschenko im beschriebenen Wahlkreis mit 8,9 % von 1.076 nur noch 96 Stimmen hatte, obwohl er bei niedrigerem Auszählungsstand bei 384 Stimmen noch 220 Stimmen hatte. Das bedeutet, dass man Tarasenko nicht nur Stimmen hinzugegeben hat, was zu den hohen Wahlbeteiligungen führt, denn man hat Ischtschenko sogar 124 Stimmen alleine in einem Wahlkreis weggenommen. Vermutlich waren 384 Stimmen die tatsächliche Wahlbeteiligung, was 30,2 % der Wahlberechtigten im Wahlkreis sind, und 57,3 % davon für Ischtschenko waren die reellen Wahlergebnisse. Nach den aktualisierten Wahlergebnissen wurden dann ganz neue Wahlergebnisse erfunden und so konnte Ischtschenko Stimmen vom ersten zum zweiten Auszählungsstand verlieren, da es keine zwei Auszählungsstände, sondern reelles und erdachtes Wahlergebnis waren. Damit ist der Wahlkreis kein Einzelfall. Mindestens acht weitere Wahlkreise in Ussurijsk wurden nach demselben Muster mit ausgedachten Wahlergebnissen verfälscht. In Artjom wurden die Wahlergebnisse auch verändert, allerdings hat Tarasenko dort nur um 10 % bis 20 % zugelegt und die Wahlbeteiligung betrug nach der Veränderung auch nur rund 50 %, sodass diese Wahlergebnisse zwar auch gefälscht sein könnten, es könnte sich aber auch um reelle Ergebnisse handeln, da die Werte nicht so extrem wie in Ussurijsk sind.
In Ussurijsk wurde das Gebäude der regionalen Wahlleitung von der Polizei abgesperrt und zwei Parlamentariern der Kommunistischen Partei, welche im russischen Parlament beziehungsweise in der Gesetzgebenden Versammlung der Region Primorje sitzen, wurde der Zutritt verweigert. Die Begründung war, dass das Schloss des Gebäudes kaputt sei. In der regionalen Wahlleitung eines Stadtteils von Wladiwostok wurde trotz fehlendem Rauch oder Feuer der Feueralarm ausgelöst und die Feuerwehr kam zu dem Gebäude. Die Wahlunterlagen, welche gerade ausgezählt wurden, verblieben im Gebäude, während die Mitarbeiter das Gebäude ohne die Unterlagen verlassen mussten. Vertreter der Kommunistischen Partei stellten nach der Wahl Wahlbetrug in Wladiwostok, Artjom, Ussurijsk und Nachodka fest. Die Aussage deckt sich mit den dargestellten Unregelmäßigkeiten.
Am 19. September schlug die Zentrale Wahlkommission der Russischen Föderation der Regionalen Wahlkommission der Region Primorje einstimmig vor, das Wahlergebnis zu annullieren. Die Entscheidung bei Gouverneurswahlen obliegt den regionalen Wahlkommissionen. Am 20. September erklärte die Regionale Wahlkommission der Region Primorje die Wahlergebnisse für ungültig. Bei der Gouverneurswahl in der Region Primorje Dezember 2018 soll der erste Wahlgang und spätestens 21 Tage danach ein möglicher zweiter Wahlgang wiederholt werden.